# Solpuguna
Genre
Solpuguna est un genre de solifuges de la famille des Solpugidae.

## Distribution
Les espèces de ce genre se rencontrent en Afrique du Sud et en Namibie.

## Liste des espèces
Selon Solifuges of the World (version 1.0) :
- Solpuguna alcicornis (Kraepelin, 1914)
- Solpuguna browni (Lawrence, 1928)
- Solpuguna cervina (Purcell, 1899)
- Solpuguna collinita (Purcell, 1903)
- Solpuguna orangica Lawrence, 1964

## Publication originale
- Roewer, 1933 : Solifuga, Palpigrada. Dr. H.G. Bronn's Klassen und Ordnungen des Thier-Reichs, wissenschaftlich dargestellt in Wort und Bild. Akademische Verlagsgesellschaft M. B. H., Leipzig. Fünfter Band: Arthropoda; IV. Abeitlung: Arachnoidea und kleinere ihnen nahegestellte Arthropodengruppen, vol. 2/3, p. 161–480 (texte intégral).